# Trzynik
Trzynik [ˈtʂɨnik] (tiếng Đức: Trienke)  là một ngôi làng thuộc khu hành chính của Gmina Siemyśl, thuộc hạt Kołobrzeg, West Pomeranian Voivodeship, ở phía tây bắc Ba Lan. Nó nằm khoảng 5 kilômét (3 mi)   về phía đông nam Siemyśl, 18 km (11 mi) về phía nam của Kołobrzeg và 93 km (58 mi) về phía đông bắc của thủ đô khu vực Szczecin.